# اندیس سنگ آهک کراش
سنگ آهک کراش یک اندیس مصالح ساختمانی است که در  استان فارس قرار دارد و مادهٔ معدنی موجود در آن، سنگ آهک است.سنگ میزبان این اندیس سنگ آهک است و دیرینگی آن به دوران میوسن می‌رسد. 